# John Polkinghorne
John Polkinghorne, angleški fizik, duhovnik in teolog, * 16. oktober 1930, Weston-super-Mare, Anglija, † 9. marec 2021, Cambridge.
Polkinhorne je po karieri v teoretični fiziki v svojih poznih štiridesetih letih začel študirati za službo v anglikanski cerkvi na Westcott House v Cambridgeu in so ga posvetili v duhovnika anglikanske cerkve. Leta 1997 je bil povzdignjen v viteški red. Leta 2002 je prejel Templetonovo nagrado za svoje doprinose k raziskovanju povezave med znanostjo in religijo.
Napisal je več knjig o znanosti in religiji. Med drugim: 
- Kvarki, kaos in krščanstvo (Quarks, Chaos and Christianity) (1994) ISBN 0281047790
- Znanstveniki in teologi (Scientists as Theologians) (1996) ISBN 0281049459
- Vera v boga v dobi znanosti (Belief in God in an Age of Science) (2000) ISBN 0300080034